# Commutation-Q
La commutation-Q (Q-switching en anglais), également appelée formation de grandes pulsations, est une technique permettant à un laser de produire un rayon sortant de puissance moyenne faible, mais formé d'impulsions courtes avec une puissance crête élevée. Elle autorise la création d'impulsions de lumière de haute puissance (de l’ordre du gigawatt), beaucoup plus que si le laser produisait une onde de sortie continue (mode constant). Comparée au blocage de mode, qui est une autre technique pour produire des impulsions avec un laser, la commutation-Q permet de plus faibles fréquences de répétition, de plus grandes énergies, ainsi que de plus longs temps d'impulsion. Les deux techniques sont parfois utilisées conjointement. 
La commutation-Q  fut pour la première fois proposée en 1958 par Gordon Gould, et découverte et démontrée indépendamment en 1961 ou 1962 par R.W. Hellwarth et F.J. McClung, en utilisant des cellules de Kerr à commutation électrique comme volets sur un laser à rubis.

## Principe de la commutation-Q
La commutation-Q est réalisée en intégrant des atténuateurs variables dans le résonateur optique du laser. Quand l’atténuateur fonctionne, la lumière qui quitte le milieu d’amplification ne peut pas revenir, et le processus de laser ne peut démarrer pour cette lumière. Cette atténuation à l’intérieur de la cavité correspond à une baisse du facteur Q, ou facteur qualité du résonateur optique. Un facteur Q élevé correspond à de faibles pertes dans le résonateur par aller-retour, et vice versa. L’atténuateur variable est plus communément appelé un « commutateur-Q », quand il est utilisé dans cette application.
Initialement, le milieu laser est « pompé » dans un état excité grâce à une source d’énergie extérieure pendant que le commutateur-Q est réglé pour empêcher un retour de lumière dans le milieu d’amplification (ce qui produit un résonateur à faible facteur Q). Ceci provoque une inversion de population, mais le processus de laser ne peut pas encore démarrer puisqu’il n’y a aucun retour du résonateur. Sachant que le taux d’émission stimulée dépend de la quantité de lumière entrant dans le milieu, la quantité d’énergie stockée dans le milieu d’amplification augmente au fur et à mesure que le milieu est « pompé ». À cause des pertes dues à l’émission spontanée et à d’autres phénomènes, l’énergie stockée atteint au bout d’un certain temps un niveau maximum : le milieu est alors en saturation d’amplification. À ce stade, le commutateur-Q passe rapidement d’un faible facteur Q à un fort facteur Q, autorisant le retour de la lumière. Le processus d’amplification optique par émission stimulée peut commencer. En raison de la grande quantité d’énergie déjà stockée dans le milieu d’amplification, l’intensité de la lumière dans le résonateur laser augmente très rapidement : ce qui entraîne que l’énergie stockée dans le milieu décroit elle aussi très rapidement. Le résultat final est la création d’une brève impulsion de lumière en sortie du laser, appelée grande impulsion, et qui peut avoir une très grande intensité.
Il existe deux types de commutations-Q : Active et Passive.

### Commutation-Q active
Ici, le commutateur-Q est un atténuateur variable contrôlé en externe. La commande peut être mécanique, comme un volet, une roue hacheuse, ou un miroir rotatif placé à l’intérieur de la cavité, ou (plus couramment) elle prend la forme d’un modulateur acousto-optique ou électro-optique – cellule de Pockels ou cellule de Kerr. La réduction des pertes (augmentation du facteur Q) est déclenchée par un événement extérieur, en général un signal électrique. La fréquence de répétition peut par conséquent être contrôlée en externe.

### Communation-Q passive
Dans ce cas, l'atténuateur est sujet à un phénomène de saturation. Il peut s'agir par exemple d'un gaz comme le SF6. Lorsqu'un certain seuil de puissance optique est atteint, cet atténuateur se désactive, sans commande extérieure.